# Bras des Mouches
Pour les articles homonymes, voir Mouche (homonymie).
Le bras des Mouches est un affluent de la bras d'Isaïe, coulant dans le territoire non organisé de Lac-Ministuk, dans la municipalité régionale de comté du Fjord-du-Saguenay, dans la région administrative du Saguenay–Lac-Saint-Jean, dans la province de Québec, au Canada. Le cours de la rivière traverse la partie est de la zec Mars-Moulin.
Quelques routes forestières secondaires desservent la vallée du bras des Mouches, surtout pour les besoins la foresterie et des activités récréotouristiques.
La foresterie constitue la principale activité économique de cette vallée ; les activités récréotouristiques, en second.
La surface du Bras des Mouches est habituellement gelée du début de décembre à la fin mars, toutefois la circulation sécuritaire sur la glace se fait généralement de la mi-décembre à la mi-mars.

## Géographie
Les principaux bassins versants voisins du bras des Mouches sont :
- côté nord : lac Lorenzo, lac Louis-Philippe-Simard, rivière à Mars, la Grosse Décharge ;
- côté est : rivière à Mars, bras du Coco, bras Rocheux, bras d'Hamel ;
- côté sud : rivière à Mars, lac Jumeau, lac du Portage, bras Rocheux ;
- côté ouest : rivière du Moulin, lac Moïse, bras d’Henriette, bras de Jacob Ouest.

Le bras des Mouches prend sa source à l'embouchure du lac des Mouches (longueur : 0,9 km ; altitude : 349 m) qui est située dans le territoire non organisé de Lac-Ministuk. Cette source est située à :
- 1,8 km au nord-est du cours de la rivière du Moulin ;
- 4,1 km à l’ouest du cours de la rivière à Mars ;
- 4,7 km au sud-est de la confluence du Bras des Mouches et de la bras d'Isaïe ;
- 14,2 km à l’est du lac Simoncouche ;
- 14,9 km au sud-est du lac Kénogami[3].

Le bras des Mouches coule sur 7,8 km avec une dénivellation de 89 m entièrement en zone forestière, selon les segments suivants :
- 3,0 km vers le nord et formant un crochet vers l’est en début de segment et en recueillant la décharge (venant de l’ouest) d’un lac non identifié, jusqu’à la décharge du lac Moïse (venant de l’ouest) ;
- 4,1 km vers l’est en formant d’abord un crochet vers le nord, et notamment traversant deux lacs contigus, soit un premier plan d’eau (longueur : 0,4 km ; altitude : 270 m), puis un second plan d’eau (longueur : 0,5 km ; altitude : 270 m), jusqu'à l’embouchure de ce dernier ;
- 0,7 km vers le sud en formant un crochet vers l’est en fin de segment, jusqu'à son embouchure[3].

Le Bras des Mouches déverse dans un coude de rivière sur la rive nord du bras d'Isaïe. Cette confluence est située à :
- 2,5 km à l’ouest du cours de la confluence du bras d'Isaïe et de la rivière à Mars ;
- 2,6 km au sud-est d’un lac traversé par la Petite Décharge ;
- 6,5 km au nord-est du cours de la rivière du Moulin ;
- 16,2 km au sud-ouest de la confluence de la rivière à Mars et de la baie des Ha! Ha![3].

À partir de la confluence du bras des Mouches avec la rivière à Mars, le courant suit le cours du bras d'Isaïe sur 3,0 km vers l’est, le cours de la rivière à Mars sur 10,9 km généralement vers le nord, traverse la baie des Ha! Ha! vers le nord-est sur 11,0 km, puis le cours de la rivière Saguenay vers l’est sur 99,5 km jusqu’à Tadoussac où il conflue avec l’estuaire du Saint-Laurent.

## Toponymie
Le toponyme « bras des Mouches » a été officialisé le 29 juin 1983 à la Banque des noms de lieux de la Commission de toponymie du Québec.